# Clifton Without
Clifton Without – civil parish w Anglii, w North Yorkshire, w dystrykcie (unitary authority) York. W 2011 civil parish liczyła 5246 mieszkańców.